# Synema zonatum
Synema zonatum là một loài nhện trong họ Thomisidae.
Loài này thuộc chi Synema. Synema zonatum được Guo Tang & Da-xiang Song miêu tả năm 1988.